# San Francisco de Coray
San Francisco de Coray est un village du Honduras, situé dans le département de Valle.